# スングァン
スングァン（英: SEUNGKWAN、朝: 승관、1998年1月16日 - ）は、韓国出身のアイドル。男性アイドルグループ・SEVENTEENおよびBSSのメンバー。PLEDISエンターテインメント所属。本名はブ・スングァン（朝: 부승관、中: 夫勝寛、英: Boo Seungkwan）。済州特別自治道済州市出身。ENFP。

## 来歴

### デビュー前
学校の美術の先生が撮影して送ってくれた歌謡大会の映像を、インターネットの反応が気になって自分でアップロードしたところ、その映像を見た事務所関係者からスカウトを受け、2012年にPLEDISエンターテインメントに入社。

### 2015年
5月26日、3年2ヶ月間の練習生期間を経て「SEVENTEEN」のメンバーとしてデビュー。

### 2016年
2月、ソウル放送高等学校を卒業。

### 2018年
バラエティ番組での活躍が反響を呼び、MBC放送芸能大賞でミュージック・トーク部門男性新人賞を受賞。

### 2020年
9月、V LIVEにてK-POP界の不朽の名曲を講義形式で振り返る生配信を行ったところ、約3時間の配信中に視聴者数が350万人を突破し、韓国の音楽ストリーミングサイトMelonでは、「教授 ブ・スングァン」というワードが人気検索語ランキングに浮上した。

## 人物
- グループ内でのポジションはメインボーカルで、VOCALチームに所属している[1]。また、派生ユニット「ブソクスン」のメンバーでもある[9]。
- 身長174cm[4]。血液型はB型[1]。
- 父親と本人の姓は済州夫氏で、母親の姓は済州左氏[10]。
- 3人姉弟の末っ子。9歳上と5歳上の姉がいる[11]。
- 座右の銘は「僕の人生を生きよう[12]」。これは「生きていたらいいこともあるし、失敗することもあるけど、そのすべてに自分が責任を取る」という意味である[11]。
- ステージに上る前のジンクスは「僕は最高」と自分に言い聞かせること[13]。
- K-POPアイドルの知識量の多さから「ブ・スングァン教授」とファンの間で呼ばれている。
- ENFP。

### 趣味・嗜好
- 美容健康マニアとして知られており[14]、体の中がきれいになるものを日ごろから意識的に摂っているという[13]。エネルギー補給のために常にビタミンを持ち歩いている[12]。頬骨縮小器を購入し、顔にはめて寝たところ、筋肉がおかしくなってしまったという経験がある[15]。
- 趣味はバスケットボール、バレーボール観戦。バスケットボールは、ボールが重くて持てない頃から好きだったという[16]。2017年には、幼少期から応援しているというKGC人参公社の試合の始球式にも参加した[17][18]。

### エピソード
- デビュー前からインターネット番組でトークの腕前を披露し、本名が公開されるまではファンの間で「ミスターマイク」と呼ばれていた[19]。

## ディスコグラフィー
| 年   | タイトル                           | 収録アルバム                           | 備考                                                                                               |
| ---- | ---------------------------------- | -------------------------------------- | -------------------------------------------------------------------------------------------------- |
| 2016 | 어떻게 사랑이 그래요 (How Love is) | デュエット歌謡祭 11回                  | ・イ・スンファンの楽曲のカバー ・『デュエット歌謡祭』参加者とのデュエット                          |
| 2018 | 어깨(Lean On Me)                   | ミステリー 音楽ショー 覆面歌王 135回   | ・ソユ、クォン・ジョンヨルの楽曲のカバー ・ソルビンとのデュエット ・TV番組『覆面歌王』内で歌われた |
| 2018 | 연(捐)                             | ミステリー 音楽ショー 覆面歌王 136回   | ・Big Mamaの楽曲のカバー ・TV番組『覆面歌王』内で歌唱                                              |
| 2018 | 어떤 사랑(Kind of Love)            | 마더 OST Part.5                        | テレビドラマ『マザー〜無償の愛〜』OST                                                              |
| 2020 | Go                                 | 청춘기록 OST Part.1                    | テレビドラマ『青春の記録』OST                                                                      |
| 2021 | 이유(The Reason)                   | 도시남녀의 사랑법 OST Part.6           | テレビドラマ『都会の男女の恋愛法』OST                                                              |
| 2022 | Pit a Pat                          | 링크: 먹고 사랑하라, 죽이게 OST Part 4 | テレビドラマ『リンク：ふたりのシンパシー』OST                                                      |
| 2022 | As It Was                          |                                        | ・ハリー・スタイルズの楽曲のカバー ・Spotify限定配信                                               |
| 2024 | 민들레(Dandelion)                  |                                        | |

## 出演

### テレビ番組
過去のレギュラー番組
- 意外なＱ（MBC、2018年5月19日 - 10月27日）[20]
- ホグたちの監獄生活（tvN、2019年3月16日 - 9月7日）[21]
- 偏屈な5兄弟（JTBC、2019年11月21日 - 2020年2月6日）[22]
- JOB動産（チャンネルS、2021年4月8日 ｰ 6月24日）
- アイドル書き取り大会（TIVING、2021年5月21日 ｰ 6月11日）

過去の出演番組
- 全国アイドルのど自慢（KBS2、2015年9月28日）
- 世界を変えるクイズ〜セバキ〜（MBC、2015年10月16日）
- 芸能人オタトーク！能力者たち（MBC、2016年3月18日）
- デュエット歌謡祭（MBC、2016年6月17日）[23]
- 国民トークショー アンニョンハセヨ（KBS2、2016年12月5日・2019年9月23日）[24][25]
- 夜鬼（JTBC、2017年7月30日）[26]
- マスターキー（SBS、2017年12月9日）[27]
- ランキングショー123（MBC、2017年12月15日）
- 覆面歌王（MBC、2018年1月7日・1月14日）
- バトルトリップ（KBS2、2018年2月3日）[28]
- ミステリーゲームショー 問題はない！（MBC、2018年2月18日）[29]
- ラジオスター（MBC、2018年12月26日・2019年12月18日）[30][31]
- 君が知っていた私じゃない（Mnet、2018年12月27日）[32]
- 全知的おせっかい視点（MBC、2019年2月16日・2月23日）[33]
- ランニングマン（SBS、2019年4月21日）[34]
- 知ってるお兄さん（JTBC、2020年3月28日）[35]
- ユ・クイズ ON THE BLOCK（tvN、2020年7月1日）
- チンギョンギュ（カカオTV、2021年5月12日）
- モソン129（カカオTV、2021年6月6日 ｰ 10日）

### ラジオ番組
過去のレギュラー番組
- SUPER JUNIORのKISS THE RADIO（KBS Cool FM、2015年11月4日 - 2016年4月20日・5月8日 - 7月3日）コーナーレギュラーゲスト

過去の出演番組
- 正午の希望曲 キム・シニョンです（MBC FM4U、2018年8月12日）
- アベンガールズ（NAVER NOW、2021年1月20日）

## 受賞歴
- 2018 MBC放送芸能大賞 ミュージック・トーク部門男性新人賞[7]

- 2021 韓国ファーストブランド賞　ベスト男性エンターテイナー賞

## 関連映像

### カバー映像
- 『Beautiful Tomorrow』（2017年、原曲パク・ヒョシン）
- 『Beautiful Moment』（2018年、原曲K.Will）
- 『Wi-Fi』（2019年、原曲ユン・ジョンシン）
- 『Love poem』（2019年、原曲IU）